# مارينو ساتو
مارينو ساتو (باليابانية: 佐藤万璃音) هو سائق سيارة سباق ياباني، ولد في 12 مايو 1999 في يوكوهاما في اليابان.

## وصلات خارجية
- الموقع الرسمي
- مارينو ساتو على موقع DriverDB.com (الإنجليزية)